# Howard Fineman
Howard David Fineman (17 de noviembre de 1948 – 11 de junio de 2024) fue un periodista y comentarista de televisión estadounidense. En una carrera que abarcó casi cinco décadas, Fineman cubrió nueve campañas presidenciales como reportero, escritor y analista. Durante 30 años, dirigió la cobertura política de la revista Newsweek. En el apogeo de la influencia de la publicación, Fineman fue su principal corresponsal político, editor senior y subjefe de la oficina de Washington. Su columna "Living Politics" se publicaba semanalmente en Newsweek.com. Después de su período en Newsweek, fue nombrado director editorial global del AOL Huffington Post Media Group.
Fineman también fue analista de NBC News, contribuyendo con reportajes para la cadena y su afiliada de cable MSNBC. Aparecía regularmente en Hardball with Chris Matthews, Countdown with Keith Olbermann, The Last Word with Lawrence O'Donnell y The Rachel Maddow Show. Autor de decenas de historias de portada de Newsweek, el trabajo de Fineman apareció en The New York Times, The Washington Post, The New Republic y RealClearPolitics, donde fue corresponsal colaborador durante el ciclo electoral de 2020. Entre 2017 y 2019, Fineman fue conferenciante en la Escuela de Comunicaciones Annenberg de la Universidad de Pensilvania, donde enseñó un seminario sobre “Periodismo y Política en la Era de Trump”. Fue autor de The Thirteen American Arguments: Enduring Debates That Define and Inspire Our Country, que sostiene que Estados Unidos es una nación construida sobre desacuerdos y debates saludables.

## Primeros años y educación
Fineman nació en 1948 y creció en una familia judía en el vecindario de Squirrel Hill en Pittsburgh. Era hijo de Jean (de soltera Lederman) y Charles Fineman, ambos maestros. Howard asistió a la Escuela Primaria Colfax y a la Escuela Secundaria Taylor Allderdice, graduándose en 1966.
La familia pertenecía a la Congregación Tree of Life – Or L'Simcha, donde Fineman celebró su bar mitzvá. En 2018, escribió un artículo de opinión para el New York Times sobre cómo el horrible ataque al templo por un antisemita, que mató a once personas, "es parte de un patrón más amplio de caos y odio en América y en todo el mundo".
Fineman obtuvo una Licenciatura en Artes de la Universidad Colgate (donde fue miembro de Phi Beta Kappa y de Beta Theta Pi), una Maestría en Ciencias en periodismo de la Escuela de Periodismo de la Universidad de Columbia y un Doctorado en Jurisprudencia de la Facultad de Derecho de la Universidad de Louisville. Su educación legal incluyó un año de estudios en el Centro de Derecho de la Universidad de Georgetown. Fue receptor de la Beca Thomas J. Watson y de la Beca Viajera Pulitzer para estudiar en Europa, Rusia y Oriente Medio. Utilizó la beca para viajar a Ucrania y explorar las raíces judías de su familia. En marzo de 2022, escribió sobre la experiencia después de que Rusia invadiera Ucrania.

## Carrera
Fineman comenzó su carrera periodística en The Louisville Courier-Journal, cubriendo el medio ambiente, la industria del carbón y la política estatal antes de unirse a la oficina de Washington del periódico en 1978. Se trasladó a Newsweek en 1980, donde fue nombrado Corresponsal Político Jefe en 1984, Subjefe de la Oficina de Washington en 1993 y Editor Senior en 1995. Se convirtió en invitado habitual en el podcast homónimo de Tony Kornheiser (The Tony Kornheiser Show), ofreciendo perspectivas políticas a Kornheiser, así como actualizaciones sobre deportes de Pittsburgh. Kornheiser se refería a él como "El Editor Intergaláctico de The Huffington Post". En 2010, Fineman se convirtió en editor político de The Huffington Post, y permaneció en la organización hasta 2018, luego se unió a NBC News como comentarista.
En una discusión sobre el periodismo de manada durante la campaña presidencial de 1988, el autor y periodista Richard Ben Cramer identifica un perfil de Fineman en Newsweek como el punto de inflexión en el cual rumores no atribuidos y especulaciones susurradas sobre la vida privada del candidato demócrata Gary Hart se hicieron públicos y legitimaron efectivamente. Cramer escribe que Fineman presentó a John McEvoy, un alto asesor en la campaña de Hart en 1984, una serie de afirmaciones no corroboradas y sugestivas sobre la fidelidad de Hart, finalmente provocando que McEvoy dijera: "Sí, bueno, ya sabes ... siempre estará en peligro ... si no puede mantenerse alejado de problemas". McEvoy luego se quejó de que el comentario era off the record y, de todos modos, se basaba únicamente en especulaciones, pero Fineman utilizó la cita para su publicación con la introducción no atribuida "muchos observadores políticos esperan que los rumores surjan como un tema de campaña". El enfoque posterior de los medios resultó en la decisión de Hart de abandonar su candidatura.

## Logros y premios
Fineman cubrió la controvertida campaña presidencial de 2000 y posteriormente la presidencia de George W. Bush. Un artículo de portada de Newsweek en noviembre de 2001 presentó la primera entrevista extensa del presidente después de los ataques del 11 de septiembre. Los premios de Fineman incluyen un "Page One" del Headliners Club de Nueva York, un "Silver Gavel" de la American Bar Association y un "Deadline Club" de la Society of Professional Journalists.
Fineman escribió sobre el surgimiento de la "derecha religiosa", el poder de la radio hablada, la raza y la política, y la controversia en torno al Juramento de Lealtad. Entrevistó a líderes empresariales como Bill Gates, Steve Case y Steve Ballmer. También entrevistó al operador político republicano Lee Atwater en el documental Boogie Man: The Lee Atwater Story. Fineman informó para NBC y apareció en la mayoría de los principales programas de asuntos públicos. Fue panelista en Washington Week in Review de PBS de 1983 a 1995, y en Capital Gang de CNN de 1995 a 1998.
Fineman recibió títulos honoríficos de la Universidad Colgate, la Universidad de Louisville, Washington y Jefferson College, y Gettysburg College. Reconocido como distinguido periodista político, Fineman fue celebrado por su habilidad para navegar e influir en el discurso político a través de noticias de última hora y análisis profundos. Comprometido con el papel democrático del periodismo, abogó por una industria de noticias sólida para contrarrestar la desinformación y la polarización.

## Vida personal y fallecimiento
En 1981, Fineman se casó con la abogada Amy Nathan y tuvieron un hijo y una hija. Su hijo Nick siguió los pasos de su padre en los medios de comunicación, convirtiéndose en productor de noticias de televisión.
El 11 de junio de 2024, a los 75 años, Fineman falleció a causa de un cáncer de páncreas en su hogar en Washington D. C.